# Alibi Ike
Pour les articles homonymes, voir Ike.
Pour plus de détails, voir Fiche technique et Distribution.
Alibi Ike est un film américain réalisé par Ray Enright, sorti en 1935.

## Synopsis
Frank X. Farrell, joueur de baseball, est surnommé « Alibi Ike », en raison de son penchant à trouver des excuses pour tout. Farrell est amoureux de Dolly Stevens. Appelé pour aider le Cubs de Chicago à gagner le championnat de baseball, Farrell va être enlevé par des gangsters pour l'empêcher de jouer.

## Fiche technique
- Titre original : Alibi Ike
- Réalisation : Ray Enright
- Scénario : William Wister Haines d'après une nouvelle de Ring Lardner
- Dialogues : Gene Lewis
- Production : Edward Chodorov
- Société de production : Warner Bros. Pictures
- Musique : M.K. Jerome et Allie Wrubel (non crédités)
- Photographie : Arthur L. Todd
- Montage : Thomas Pratt
- Direction artistique : Esdras Hartley (en)
- Pays de production :  États-Unis
- Langue : anglais
- Format : Noir et blanc - Son : Mono
- Genre : Comédie
- Durée : 72 minutes
- Distribution : Warner Bros. Pictures
- Date de sortie : 
  - États-Unis : 15 juin 1935

## Distribution
- Joe E. Brown : Frank X. Farrell
- Olivia de Havilland : Dolly Stevens
- Ruth Donnelly : Bess
- Roscoe Karns : Carey
- William Frawley : Cap
- Eddie Shubert : Jack Mack
- Paul Harvey : Lefty Crawford
- Joe King : Johnson
- Joseph Crehan : Conducteur
- G. Pat Collins : Lieutenant
- Spencer Charters : Ministre
- Gene Morgan : Smitty
- Grover Ligon : le chauffeur du camion

## Autour du film
- Alibi Ike fait partie d’une série de courtes nouvelles écrites par Ring Lardner et de la première publiée dans le Saturday Evening Post, le 31 juillet 1915. Ring Lardner se serait inspiré du joueur de baseball King Cole pour créer le personnage d’Alibi Ike.

- Tous les rôles non crédités de joueurs de baseball sont des professionnels[1].

- Alibi Ike est considéré comme le premier film d'Olivia de Havilland bien qu'il ait été tourné juste après Le Songe d'une nuit d'été[1].